# Temelucha sannio
Temelucha sannio är en stekelart som först beskrevs av Günther Enderlein 1914.  Temelucha sannio ingår i släktet Temelucha och familjen brokparasitsteklar. Inga underarter finns listade i Catalogue of Life.